# Babka adriatycka
Babka adriatycka, babka kanestrini, babka wenecka (Pomatoschistus canestrinii) – gatunek ryby z rodziny babkowatych.

## Występowanie
Wybrzeża Adriatyku od delty Padu po rzekę Neretwa w Chorwacji. Introdukowana w Jeziorze Trazymeńskim we Włoszech.
Żyje w wodach słodkich i słonawych.

## Cechy morfologiczne
Osiąga 5,5 cm długości.
Ubarwienie szaropiaskowe, nasada ogona, czubek głowy i podbródek – czarne.

## Odżywianie
Żywi się fauną denną.

## Rozród
Dojrzewa płciowo w drugim roku, trze się od III do VIII kilka razy w ciągu jednego roku.